# Seqüència (música)
Per a la teoria musical, una seqüència és la repetició d'un motiu melòdic o d'una progressió harmònica de manera conseqüent sobre diferents graus de l'escala.

## Evolució històrica
En el Renaixement les repeticions i les seqüències són poc freqüents, atès que l'estètica musical segueix el principi de la varietas. Tanmateix, al voltant del 1600 les seqüències esdevindran cada volta més corrents. Aquestes es basen en una sèrie de patrons intervàl·lics que servien de base per a aprendre el solfeig, com per exemple:
- pujar o baixar de segona (ut, re, mi... o la, sol, fa...)
- pujar de tercera i baixar de segona (ut, mi, re, fa...) o viceversa (la, fa, sol, mi...)
- pujar de quarta i baixar de tercera (ut, fa, re sol...) o viceversa (la, mi, sol, re...)

En l'entrenament del contrapunt improvisat, era comú combinar aquestes progressions intervàl·liques a diferent veus, així com diminuir-les sistemàticament. Les seqüències harmòniques resultants esdevingueren un dels fonaments del baix continu al segle XVII.
Arran de la introducció de la regla de l'octava i la consegüent consolidació de la tonalitat major-menor, aniran desenvolupant-se altres seqüències que modulen per diferents tonalitats. Un element fonamental de la tradició didàctica del partimento consistia justament a identificar moviments seqüencials del baix i aplicar en les veus superiors les seqüències harmòniques corresponents.

## Classificació de les seqüències
Segons les diverses formes que manifesten les seqüències, es poden classificar de diferents maneres:
- segons l'element seqüenciat, poden ser harmòniques o melòdiques, tot i que molt sovint ambdues seqüències coincideixen
- segons la direcció, hi ha seqüències ascendents o descendents
- segons la manera de desplaçar-se respecte a l'escala, poden ser diatòniques o cromàtiques
- segons l'interval del desplaçament, poden ser seqüències a la segona, tercera, quarta, etc.
- segons la relació amb la tonalitat poden ser tonals (no modulants) o reals (modulants).

## Algunes seqüències típiques de la música tonal major-menor
- Seqüència de quintes descendents
- Romanesca/Pachelbel
- 5-6-Consecutive
- 7-6-Consecutive
- Monte i Fonte

## Valoració estètica
Una volta establert el vocabulari de seqüències típic del Barroc, moltes d'elles esdevingueren prou previsibles. En paraules de Diether de la Motte:
“En entrar en una seqüència, l'oient sap durant un temps què passarà. Una bona quantitat de seqüències donen la impressió de la comprensió d'una llengua, la seva lleugeresa i la seva facilitat; massa seqüències donen la impressió de banalitat.”
Al llarg del segle XIX, els compositors encara usen moltes seqüències, però les combinen amb altres patrons, sovint complexos, que fan que la seqüència quede oculta a un nivell estructural.

## Seqüències al jazz i el pop
Molts patrons seqüencials es poden trobar encara al jazz i el pop:
- cadència de quintes descendents en I will survive (Gloria Gaynor) o Autumn leaves (Joseph Kosma)
- Folia en Charriots of fire (Vangelis)
- Baix de Lamento alternant acords de quinta i de sexta en Hotel California (Eagles)